# Anogramma
Anogramma é um género de fetos da subfamília Pteridoideae, família Pteridaceae.
O género foi descrito por Johann Heinrich Friedrich Link e publicado em Filicum Species 137. 1841. (Fil. Spec.). A espécie-tipo é Anogramma leptophylla (L.) Link. LT, que foi designada por Christensen em Index Filicum xxxvii (1906). É aceite por diversos autores.

## Espécies
Este género tem 29 espécies descritas das quais 6 são aceites:
- Anogramma chaerophylla (Desv.) Link
- Anogramma leptophylla (L.) Link
- Anogramma lorentzii (Hieron.) Diels
- Anogramma makinoi (Maxim.) H. Christ
- Anogramma novogaliciana Mickel
- Anogramma osteniana Dutra

## Portugal
Em Portugal é representado por uma espécie, Anogramma leptophylla (L.) Link, sendo autóctone de Portugal continental e dos arquipélagos da Madeira e dos Açores, tendo como nome comum anograma-de-folha-estreita.